# Српска листа (Црна Гора, 2006)
Српска листа (СЛ) је бивша политичка коалиција у Црној Гори. Настала је 2006. године окупљањем програмски сродних српских и просрпских политичких странака, односно организација и група. Поред Српске народне странке (СНС), која је чинила окосницу коалиције, овом политичком савезу су такође припадале: Народна социјалистичка странка Црне Горе (НСС), Странка српских радикала (ССР), Демократска странка јединства (ДСЈ), невладина организација Српско народно вијеће Црне Горе (СНВ) и удружење Академска алтернатива (АА). Политички лидер коалиције био је Андрија Мандић, предсједник Српске народне странке.

## Историја
Непосредно након проглашења државне независности Црне Горе (2006), руководство СНС је свим српским и просрпским странкама у Црној Гори упутило приједлог за стварање јединствене политичке коалиције, ради заједничког наступа на предстојећим скупштинским изборима. Након прихватања ове иницијативе од стране појединих српских и просрпских странака и организација, створена је коалиција под називом Српска листа. На скупштинским изборима који су у Црној Гори одржани 10. септембра 2006. године, Српска листа је освојила 49,730 гласова (14,68%) и 12 од укупно 81 мандата, што је сматрано значајним успјехом.

### Однос према доношењу новог устава
Најважније политичко и национално питање које се поставило пред Српску листу било је питање о уставном статусу српског народа у Црној Гори. То питање је дошло до пуног изражаја у вријеме расправе о доношењу новог устава, која је вођена у другој половини 2006. и током 2007. године. Већ у почетној фази јавне расправе, Српска листа је представила свој уставни приједлог, припремљен од стране стручног тима на чијем су челу били: Зоран Жижић, Ратко Марковић и Милан Вешовић.
Суочени за антисрпским рјешењима у владином нацрту новог устава, посланици Српске листе су поднели бројне приједлоге за измјену појединих спорних рјешења, захтјевајући да се српском народу призна пуна равноправност у Црној Гори, што је у првом реду подразумјевало признавање државотворности и конститутивности. Такође је захтјевано да српски језик у Црној Гори остане у дотадашњем статусу службеног језика. У склопу расправе о државним симболима, посланици Српске листе су тражили да се као застава Црне Горе поново уведе тробојка, са изворном плавом бојом, уз образложење да је помен плаветне боје у Уставу Црне Горе из 1905. године био поетски синоним за обичну плаву боју, о чему је свједочио и изглед сачуваних историјских застава Црне Горе.
Пошто владајућа већина у Скупштини Црне Горе није имала двотрећинску већину, која је била неопходна за усвајање новог устава, коначна уставна рјешења су зависила од ставова опозиционих странака и коалиција, међу којима је била и Српска листа. Иако су наступале са блиских позиција, опозиционе странке у прво вријеме нијесу имале заједнички став о појединим спорним питањима. До коначног усаглашавања ставова о многим кључним питањима дошло је током августа и септембра 2007. године, након чега је усљедило и потписивање заједничке опозиционе платформе.
Међутим, почетком октобра 2007. године дошло је до значајног преокрета, пошто је опозициони Покрет за промјене, који је имао 11 посланика, почео да дјелује мимо ширег опозиционог блока, ступивши у самосталне преговоре са владајућим странкама. Тиме су остали опозициони чиниоци, укључујући и Српску листу, били доведени у веома неповољан положај, пошто су њихови захтјеви изгубили на тежини. Током политичких преговора, руководство ПЗП је на челу са својим предсједником Небојшом Медојевићем напустило заједничку опозициону платформу, прихвативши приједлог режима да се у новом уставу као једини званични језик уведе црногорски, а уједно је прихваћен и приједлог да се дотадашњи званични српски језик сврста међу мањинске језике. Према владином приједлогу устава, за који су на крају гласали и посланици из редова ПЗП, српском народу у Црној Гори није призната конститутивност. Због таквог држања, руководство ПЗП је било изложено бројним критикама опозиционих странака и шире српске јавности.
Непосредно након доношења новог Устава црне Горе, који је проглашен 22. октобра 2007. године, представници Српске листе су саопштила да доношење највишег правног акта против воље представника српског народа у Црној Гори представља антисрпски чин. Тим поводом, Српска листа је истога дана(22. октобра) објавила и посебну Декларацију о такозваном новом уставу, која је изазвала бурне реакције у јавности. Поред осуде антисрпских рјешења у новом уставу, Српска листа је позвала српске бираче да никада више не дају "ни један једини глас лажним опозиционарима", што се односило на Небојшу Медојевића и његов Покрет за промјене, који је пристајањем уз власт омогућио формирање неопходне двотрећинске већине за усвајање антисрпског устава.

### РазбијањеСрпске листе
Средином новембра 2008. године покренута је иницијатива да се Српска листа трансформише у јединствену политичку странку, која би постала стожер за шире организационо обједињавање свих српских и просрпских политичких снага у Црној Гори. Иако је ова иницијатива потекла од СНС као најснажније странке у оквиру Српске листе, убрзо се показало да се део руководства СНС залаже за редефинисање политичког програма на новим, грађанским основама, што је подразумевало одустајање од српске одреднице у називу будуће јединствене странке. Услед таквих залагања, дошло је до компромитације целокупног подухвата и покретања међустраначких расправа и унутарстраначких подела.
Тим поводом је међу чланицама Српске листе дошло до неслагања и спорова, који су довели до поделе на две групе. Прва група се определила за организационо обједињавање (СНС, НСС), док су се преостале чланице дотадашње коалиције определиле за стварање новог политичког савеза, под називом Српска национална листа.
Услед великог узнемирења у страначкој бази и широј српској јавности, руководство СНС је било принуђено да одустане од првобитне замисли о изостављању српске одреднице из назива будуће уједињене странке, али то није довело до обнове повјерења међу српским странкама, тако да је замисао о политичком обједињавању на крају била сведена на СНС и НСС, које су се 2009. године ујединиле у нову странку, под називом: Нова српска демократија.